# Cijulang (Jampang Tengah)
Cijulang is een bestuurslaag in het regentschap Sukabumi van de provincie West-Java, Indonesië. Cijulang telt 9012 inwoners (volkstelling 2010).